# جردن کوک
جردن کوک (انگلیسی: Jordan Cook؛ زادهٔ ۲۰ مارس ۱۹۹۰) بازیکن فوتبال اهل بریتانیا است.
از باشگاه‌هایی که در آن بازی کرده‌است می‌توان به باشگاه فوتبال چارلتون اتلتیک، باشگاه فوتبال دارلینگتون، باشگاه فوتبال یئوویل تاون، باشگاه فوتبال لوتون تاون، باشگاه فوتبال گیتزهد، باشگاه فوتبال کارلایل یونایتد، باشگاه فوتبال گریمزبی تاون، باشگاه فوتبال والسال و باشگاه فوتبال ساندرلند اشاره کرد.